# Rabac
Rabac je naselje u Istarskoj županiji (Istri).

## Zemljopisni položaj
Rabac se nalazi na obali Kvarnerskog zaljeva, a udaljen je 3 km od naseljenog dijela Labina kojemu administrativno pripada. Dodiruje se i s naseljima Gondolići, Ripenda Kras i Ripenda Kosi. Glavnina objekata do prve polovice 20. stoljeća sagrađena su oko rive i u udaljenom Gornjem Rapcu. U drugoj polovici 20. stoljeća stambeni dio Rapca širi se od rive sve do Gornjeg Rapca, a hoteli nastaju u Maslinici i Girandelli. Do Rapca vodi županijska cesta koja prolazi kroz Labin, dok cesta lokalnog značaja spaja Rabac s Ripendom Kras (i Labinom). Vatrogasni put pogodan za pješačenje spaja Rabac s Ripendom Kosi, odakle pucaju panoramski vidici na Kvarnerski zaljev, obližnje otoke, Rijeku, Učku i drugo. Najbliža zračna luka je u Puli, a udaljena je 40 km. Najbliža željeznička pruga je Lupoglav-Pazin-Pula. Morskim putem od Rapca se svakodnevno odvijaju jednodnevni izleti do otoka Cresa, a lako su dostupna i većina mjesta na istočnoj obali Istre. Postoji poučna staza između Labina i Rapca, kuda prolaze turističke staze 423 i 424.

## Stanovništvo
| broj stanovnika |       |       | 126   | 195   | 275   | 345   |       |       | 346   | 290   | 478   | 737   | 1046  | 1373  | 1472  | 1393  | 1257  |
|                 | 1857. | 1869. | 1880. | 1890. | 1900. | 1910. | 1921. | 1931. | 1948. | 1953. | 1961. | 1971. | 1981. | 1991. | 2001. | 2011. | 2021. |

## Povijest
U rabačkom podmorju pronađeni su rimski arheološki nalazi što upućuje na dugo razdoblje korištenja zaljeva. Rabac je sredinom 19. stoljeća bilo malo ribarsko selo sa svega nekoliko kućnih brojeva. Zbog lijepe uvale i pitoresknoga kraja ubrzo ga posjećuju prvi izletnici. Među prvim rabačkim turistima je bio i engleski putopisac i književnik Richard Francis Burton, koji u Rapcu boravi davne 1876. godine. Ubrzo Rabac počinje dobivati i prve ljetnikovce, a najpoznatije je zdanje riječke trgovačke obitelji Prohaska, rodom iz Češke. Po toj se obitelji danas zove jedan od najljepših dijelova tog mjesta, dok je ljetnikovac uništen za vrijeme Drugog svjetskoga rata. U tom dijelu Rapca sagrađeno je 14 teniskih terena. Prvi rabački hotel 'Quarnero' otvoren je 11. lipnja 1889. godine. Rabac je 1907. godine ugostio i austrougarskog prijestolonasljednika princa Ferdinanda, kojemu se salutira na glavnoj rivi. Rapčani su bili i odlični ribari te dobri pomorci i vlasnici nekoliko jedrenjaka, koje su s vremenom potisnuli motorni brodovi. Prvi veći hotel podignut je tek za vrijeme uprave Italije, kada Rabac u svom središtu 1925. godine dobiva hotel 'Trieste' - današnje 'Primorje'. Kako je to bilo nedovoljno za sve veće zanimanje turista, uglavnom iz sjeverne Italije, tih se godina počinje intenzivnije razvijati i iznajmljivanje soba u privatnim kućama. Desetak godina kasnije radi se i hotel 'Dopolavoro', u kojem je danas restoran 'Jadran'.
Turizam se u Istri, pa tako i u Rapcu, počinje brže razvijati tek početkom šezdesetih godina 20. stoljeća, kada to malo mjesto zbog svojih prirodnih ljepota dobiva laskavi naziv 'Biser Kvarnera'. Zatim su u kratko vrijeme podignuti svi ostali hoteli, turistička naselja, autokamp te većina obiteljskih kuća. U jednom danu Rabac je usred ljeta ugošćavao najviše do 11 tisuća turista, mahom stranaca. U najboljim turističkim sezonama, Rabac bilježi preko milijun turističkih noćenja. Središnji dio naselja je riva, u čijoj neposrednoj blizini su i ambulanta, ljekarna, poštanski ured i trgovina, kao i nekoliko restorana. U mjestu postoje i osnovna škola (od 1. do 4. razreda), vrtić, te dobrovoljno vatrogasno društvo.

## Znamenitosti
Iz 15. stoljeća potječe crkvica Sv.Andrije, podignuta na samoj obali (rt Sv. Andrije). Obnovljena je 1984. godine. Crkva je jednobrodna građevina pravokutnog tlocrta s ravnim začeljem. Ulazna vrata na glavnom pročelju zaključena su šiljatim lukom, dok se na južnom zidu nalaze još jedna zazidana vrata s polukružnim lukom. Uglovi su ojačani masivnijim kamenovima, od kojih se na jednom iščitava klesarski znak AR, te na kamenu iznad njega grb s križem. Kapela ima ravni ožbukani strop. Dva antička kamena fragmenta s natpisom uzidana su u sjeverni i pročelni zid. Na području između Rapca i Labina (do kuda se može doći jednim ogrankom pješačke staze) nalaze se ostaci romaničke crkve Sv.Hadrijana iz 12. ili 13. stoljeća. 
Nedaleko crkve Sv.Andrije nalaze se i tri umjetničke intervencije. Radi se o brončanoj skulpturi "Kupačica" akademskog kipara Mate Čvrljka (1964.) uz samu šetnicu, "Perle" Vaska Lipovca na stijeni uz more (1996.), te još jedna skulptura Mate Čvrljka "Odmaranje", koja je do 2021. bila postavljena u ambijentu hotela "Marina" (1985.), a potom je premještena na područje Girandelle.
Na drugoj strani zaljeva nalazi se "teleferika", odnosno betonski ostaci nekadašnje luke za pretovar boksita koji se vadio u okolici. Od tog mjesta do naselja Cere vodila je desetak kilometara duga žičara pomoću koje je boksit dopreman u Rabac. Žičara se tu nalazila od 1925. godine, pa do poslije Drugog svjetskog rata.

## Šport
- NK Rabac - nogometni klub
- JK Kvarner - jedriličarski klub
- TK Rabac - teniski klub

- Održavaju se dvije značajne jedriličarske regate: Rabačka regata od 1973. godine te Labinska republika od 2006. godine koja se do 2009. godine održavala pod nazivom Rabačka regata krstaša.[19] Na utrci Valamar Trail koja se održava od 2014. godine održano je 2017. godine prvo državno prvenstvo Republike Hrvatske u trailu.[20]

## Poznate osobe
- Franka Batelić, pjevačica
- Alen Floričić, umjetnik na području video umjetnosti i slikarstva

## Galerija
- Plaža u Rapcu
- Rabac
- Rabac
- Rabac
- Stambeno naselje Rapca
- Sveti Hadrian
- Stjenovita morska u Rapce